# Sext Pompeu Pius
Sext Pompeu Magne o Sext Pompeu Pius (en llatí: Sextus Pompeius Magnus Pius; 67 - 35 aC), dit habitualment Sext Pompeu, va ser un general i polític de l'antiga Roma. Era el fill petit de Pompeu Magne i de la seva tercera esposa, Múcia Tèrcia. Va ser el successor del seu pare com a cap dels republicans, i va liderar el partit durant la guerra de Sicília.

## La Segona guerra civil
Quan va esclatar la guerra civil entre el seu pare i Juli Cèsar l'any 49 aC, va ser traslladat a Lesbos amb la seva madrastra, Cornèlia Metel·la. Pompeu es va reunir amb ells després de la derrota a la batalla de Farsàlia i se'ls va emportar a Egipte, on va ser assassinat. Sext Pompeu va presenciar la mort del seu pare del vaixell estant. Llavors, es va dirigir a Xipre i es va reunir amb el seu germà Gneu a l'Àfrica, on va romandre quan el seu germà se'n va anar a Hispània.
Després de la derrota a la batalla de Tapsos l'any 46 aC va fugir a Hispània, on junt amb el seu germà Gneu i Tit Labiè va organitzar un altre exèrcit per oposar-se a Cèsar. Pompeu va ocupar Còrduba, però després de la batalla de Munda del 45 aC, en què van morir Gneu i Labiè, va haver de fugir de nou.
Pompeu es va refugiar al país dels lacetans, entre l'Ebre i els Pirineus, on va viure del robatori i va reunir una considerable banda de seguidors amb els quals es va dirigir a la Bètica. La província era governada per Gai Carrinat, que no disposava de gaire tropes i les que tenia eren veterans pompeians que es van declarar per Pompeu, com també els nadius.

## Mort de Cèsar
Diverses ciutats com Carteia van caure a les seves mans, i la mort de Juli Cèsar el 15 de març del 44 aC el va afavorir. Gai Asini Pol·lió, successor de Carrinat en el govern de la Bètica o Ulterior, tenia poc talent militar, i va patir algunes derrotes davant Pompeu, entre les quals una de seriosa que va permetre a Pompeu dominar tota la Bètica. Pompeu va pactar amb el governador de la Citerior i de la Gàl·lia Narbonesa, Lèpid, pel qual s'establia una treva i es permetia que Pompeu pogués anar a Roma per rebre l'herència paterna. Així ho va acceptar, i el Senat li va concedir, a més a més, una important quantitat de diners en compensació per la propietat paterna que havia estat confiscada.
Quan Marc Antoni se'n va anar a la Gàl·lia Cisalpina per oposar-se a Dècim Juni Brutus, el Senat romà va cercar suports contra Marc Antoni, i va apel·lar a Lèpid i a Sext Pompeu, que llavors havia arribat a Massília amb una flota i un exèrcit disposat a intervenir segons més convingués.

## Guerra de Mutina
L'any 43 aC, durant la guerra de Mutina contra Marc Antoni, el Senat el va nomenar cap de la flota romana republicana, però Pompeu no va prendre cap iniciativa.

## Proscripció
El mateix 43 aC, Octavià va controlar el consolat i va imposar la Lex Pedia de vi Caesaris interfectoribus proposada per Quint Pedi, el seu aliat, per la que tots els assassins de Cèsar eren declarats proscrits. Pompeu va ser inclòs entre els assassins de Cèsar tot i que no hi havia pres part, i finalment va ser proscrit el mes d'octubre, quan es va establir el triumvirat. El domini de la flota li garantia la seguretat, però com que els governadors de les Hispànies i el de la Gàl·lia es van declarar pel triumvirat, no disposava de cap base a terra ferma.
Sext Pompeu es va limitar a atacar les zones costaneres, i les seves forces es van augmentar amb els que els triumvirs havien proscrit i amb molts esclaus, i finalment es va veure amb forces per desembarcar a Sicília, on va establir els seus quarters dominant primer Miles, Tíndaris, Messana, Siracusa i finalment tota l'illa. El governador (propretor) de Sicília, Aulus Pompeu Bitínic, li va lliurar Messana a condició de repartir el govern de l'illa. També va rebre el suport de Quint Cornifici, governador de la província d'Àfrica. El domini d'aquestes províncies pels pompeians va afectar seriosament el subministrament de gra a Roma.
L'any 42 aC Octavià va enviar a l'illa al seu llegat Quint Salvidiè Rufus, que va aconseguir evitar els atacs de Pompeu a les costes italianes, però va ser derrotat a l'estret de Sicília quan va provar d'enfrontar-se a la flota pompeiana. Pompeu era al cim del seu poder i es va fer dir fill de Neptú; llavors va fer matar el cogovernador Bitínic, acusat d'una suposada conspiració, i va esdevenir governador únic. També dominava Sardenya i Còrsega. Mentre Octavià lluitava a Grècia contra els republicans, Pompeu va restar inactiu, cosa que va ser un error fatal.
L'any 41 aC, Octavià va estar ocupat amb la guerra de Perusa. A començament del 40 aC, Marc Antoni va cercar l'aliança amb Pompeu, i Pompeu va enviar forces a Itàlia, però les va haver de retirar quan es va produir la reconciliació dels triumvirs a Brundísium, els quals van decidir fer la guerra contra Pompeu. Amb la seva flota, Pompeu interceptava tots els enviaments de gra des d'Egipte i les províncies orientals, i havia produït l'escassetat a Roma. Això va fer que es desfermessin aldarulls demanant la pau amb Pompeu.
Octavià va considerar prudent fer el que el poble volia i, amb la mediació de Luci Escriboni Libó, es va signar la pau a Misè l'any 39 aC, per la qual els triumvirs reconeixien a Pompeu les províncies de Sicília, Sardenya, Còrsega i Acaia, li prometien el consolat, el càrrec d'àugur i una indemnització per compensar la seva fortuna privada de disset milions i mig de denaris. A canvi, Pompeu proveiria de gra Itàlia i protegiria el comerç a la Mediterrània. A més, la seva filla es casaria amb Marc Claudi Marcel, el fill d'Octàvia (germana d'Octavià). El pacte va ser afavorit per Antoni, que necessitava pacificar el front sicilià abans d'emprendre una ambiciosa campanya a Pàrtia], però després el tractat no es va complir, perquè Marc Antoni va refusar lliurar Acaia i, per tant, Pompeu no va aturar els atacs als vaixells.
L'any 38 aC el principal llegat de Pompeu, Menes o Menodor, es va passar a Octavià, i li va cedir Sardenya i Còrsega i una part important de la flota. A partir d'aquesta afortunada situació, Octavià va decidir començar la guerra, i va enviar Gai Calvisi Sabí al capdavant de la seva flota, amb Menes com a llegat. Però la campanya no li va ser favorable, i la flota octaviana va ser derrotada dues vegades, a Cumes (per Menècrates, que va morir en combat) i prop de Messana, on la flota va ser destruïda per una tempesta. Però Pompeu no va aprofitar la situació, i va continuar inactiu altre cop, desaprofitant una altra bona ocasió. Octavià, per contra, va equipar una nova flota i va fer preparatius tot l'any 37 aC, donant el comandament de la nova flota al seu amic Marc Vipsani Agripa.
Abans del combat decisiu, Menes va tornar a canviar de bàndol, descontent del comandament subordinat que li donava Octavià. L'any 36 aC tot estava a punt per l'enfrontament. Octavià disposava de tres flotes: una de pròpia al port de Júlia, prop de Baies; la de Marc Antoni (sota comandament d'Estatili Taure, a Tarent; i la de Lèpid, a la costa africana. Pretenia atacar Sicília al mateix temps per tres punts diferents, però una tempesta va desbaratar els plans i només la flota de Lèpid va arribar a Sicília, desembarcant a Lilibèon. Estatili va poder tornar a Tarent, però la flota d'Octavià va ser en gran part destruïda prop del promontori del Palinur, i les restes de la flota van haver de quedar a Itàlia.
Sext Pompeu va donar gràcies a Neptú, però va continuar inactiu. Un altre cop, Menes va trair Pompeu i va tornar al camp d'Octavià. La flota d'Octavià, després de reforçar-la i reparar els vaixells damnats, va tornar a sortir cap a Sicília, va derrotar la flota pompeiana a Miles (destruint trenta vaixells de Pompeu) i finalment va lliurar la batalla decisiva a Nàuloc, entre Miles i el promontori del Pelori. En aquesta batalla, la flota de Pompeu, sota comandament de Demòcares, i la d'Octavià, dirigida per Agripa, amb uns tres-cents vaixells cadascuna, van lluitar aferrissadament fins que Agripa va obtenir la victòria.
Sext Pompeu va fugir a Messana, on es va embarcar, junt amb la seva filla, cap a Orient, amb disset vaixells, i va poder arribar en seguretat a Mitilene. Mentrestant, Octavià es va enfrontar a Lèpid, que havia ocupat Sicília, i no va poder encalçar el fugitiu.
Pompeu va començar a negociar amb els caps de Tràcia i del nord-est de la mar Negra, per trobar aliats en una lluita per l'Orient contra Marc Antoni, i també va entrar en contacte amb els parts.

## La mort a mans de Marc Antoni
L'any 35 aC Pompeu va passar de Lesbos a l'Àsia Menor i es va apoderar de Làmpsac. Gai Furni, legat de Marc Antoni, s'hi va enfrontar. A més a més, Antoni va enviar Marc Tici amb una flota de 120 vaixells. Pompeu, que amb els seus pocs vaixells no podia fer front a aquesta flota, va cremar les seves naus. Els seus amics li van recomanar pactar amb Antoni, però no els va escoltar i molts el van abandonar, entre els quals el seu sogre, Escriboni Libó.
Pompeu va provar de fugir cap a Armènia, però, abandonat pels seus soldats, va ser capturat per les forces d'Antoni i portat presoner a Milet, on poc després l'any 35 aC, va ser executat per ordre de Tici, que segurament havia rebut instruccions en aquest sentit de Marc Antoni. Tenia 40 anys, i Marc Antoni va al·legar no haver tingut part en la seva mort.